# 濱野裕二
濱野 裕二（はまの ゆうじ、1980年9月6日 - ）は、広島県出身の男性アーチェリー選手。2000年シドニーオリンピック、2004年アテネオリンピックアーチェリー個人、団体日本代表。近畿大学卒業。